# Fiala Ervin
Fiala Ervin (Budapest, 1923. február 12. – Budapest, 1997. december 18.) orvos, belgyógyász, az orvostudományok kandidátusa (1964).

## Élete
Fiala Béla (1894–1959) magánhivatalnok és Weisz Ilona (1891–1975) női szabó gyermekeként született zsidó családban. Középiskolai tanulmányait 1933 és 1941 között a XIV. kerületi Szent István Gimnáziumban végezte. A második világháború alatt fizikai munkásként dolgozott, majd behívták munkaszolgálatra. A háború után a Pázmány Péter Tudományegyetem Orvostudományi Karán folytatta tanulmányait, s végül 1950-ben avatták orvosdoktorrá. 1950-től 1965 januárjáig a Kútvölgyi úti Állami Kórház belgyógyászati osztályán működött, majd kinevezték az Uzsoki Utcai Kórház (1967 után Weil Emil Kórház) II. belosztályának főorvosává. 1964-ben a hyperthyreosis és a klinikailag rokon vegetatív idegrendszeri kórképek egyes differential diagnosztikai kérdéseiről című disszertációja alapján az orvostudományok kandidátusává minősítették. 1966-tól egyetemi docens. 1987-ben vonult nyugalomba főorvosi állásából.
A vegetatív idegrendszeri kórképek differenciált diagnosztikai kérdéseivel, a pajzsmirigyműködés zavaraival foglalkozott.
Felesége az Országos Tervhivatalban dolgozott, s 2014-ben hunyt el. Egy fiuk született, Fiala János (1957) rádiós szerkesztő-műsorvezető, újságíró.

## Művei
- Baktérium érzékenység vizsgálat egyszerű módszere, tartósított (előre, gyárilag elkészíthető) antibioticumos szűrőpapírral. Biró Lászlóval, Székely Árpáddal. (Orvosi Hetilap, 1951, 46.)
- Altatás gyógymód. Solymár Jenővel. – A hypertoniabetegség altatás gyógymódja. Policzer Miklóssal, Fenyvesi Józseffel, Székely Árpáddal, Solymár Jenővel és Földes Jánossal. (Orvosi Hetilap, 1952, 47.)
- Az altatás-gyógymóddal elért eredmények a hypertonia-betegség és fekélybetegség kezelésénél. Nagy Gyulával, Gergely Imrével, Vermes Györggyel. – Az altatás-gyógymód módszerének egyes kérdései. Policzer Miklóssal, Barca Sándorral, Székely Árpáddal és Földes Jánossal. (Orvosi Hetilap, 1954, 12.)
- A mellékvese-hormonok szerepe a vérnyomás-szabályozásban. Mike Teréziával. (Orvosi Hetilap, 1956, 21.)
- Adatok a vegetatív regulatio-zavarok és a hyperthyreosis diagnosztikájához. Policzer Miklóssal, Máthé Zoltánnal, Barca Sándorral, Schwimmer Klárával és Kovács Gézával.
- Első tapasztalataink egy új oralis antidiabeticummal: az Invenollal. Balassa Máriával. (Orvosi Hetilap, 1957, 21.)
- Mellékvese elégtelenség és hypertonia együttes kifejlődése tuberculosis kapcsán. Mike Teréziával. (Orvosi Hetilap, 1957, 48.)
- Sugárzó izotópok hazai felhasználása. Budapest, 1958
- A pajzsmirigyműködés vizsgálata a vegetatív regulatio zavaraiban. Policzer Miklóssal, Mike Teréziával, Balassa Máriával és Sáfrány Lászlóval. (Orvosi Hetilap, 1959, 22.)
- Pajzsmirigy-functiós próbák összehasonlító diagnostikus értékéről (750 beteg adatai alapján). Policzer Miklóssal, Mike Teréziával, Balassa Máriával. (Magyar Belorvosi Archívum, 1960, 3.)
- A pajzsmirigy-functio vizsgálata hypertonia- és ulcus-betegségben. Mike Teréziával, Policzer Miklóssal, Balassa Máriával. (Orvosi Hetilap, 1960, 14.)
- Myocardialis infarctust utánzó EKG kép subarachnoidealis vérzés kapcsán. Abafalvi Andreával, Fényes Györggyel. (Orvosi Hetilap, 1967, 32.)
- Hypertoniás betegek Dopegyt (alfa-methyldopa) kezelése. Geiger Évával, Révész Ágnessel, Vedres Klárával. (Orvosi Hetilap, 1969, 11.)
- A gyomorrák cytostatikus kezelésével szerzett tapasztalataink. Többekkel. (Orvosi Hetilap, 1991, 31.)